# Tehtaan kenttä
Tehtaan kenttä – stadion piłkarski w Valkeakoski, w Finlandii. Został otwarty w 1935 roku. Swoje spotkania rozgrywa na nim FC Haka. Obiekt może pomieścić 6400 widzów, z czego 3516 miejsc jest siedzących.